# Дјен
Дјен (фр. Dienne) насеље је и општина у централној Француској у региону Оверња, у департману Кантал која припада префектури Сен Флур.
По подацима из 2011. године у општини је живело 264 становника, а густина насељености је износила 5,7 становника/km². Општина се простире на површини од 46,33 km². Налази се на средњој надморској висини од 1050 метара (максималној 1.561 m, а минималној 1.015 m).

## Демографија
| 1962. | 1968. | 1975. | 1982. | 1990. | 1999. | 2011. |
| ----- | ----- | ----- | ----- | ----- | ----- | ----- |
| 511   | 583   | 496   | 396   | 359   | 293   | 264   |

График промене броја становника у току последњих година